# Battaglia di Monte Casale
La battaglia di Monte Casale si svolse il 30 aprile 1945 nel territorio di Ponti sul Mincio (MN) ed è ritenuta l'ultima battaglia della storia sul suolo italiano.
Fu combattuta dai partigiani della Brigata Italia comandata da Enzo (Fiorenzo Olivieri), dai partigiani della Brigata Avesani comandati da Bruto assieme agli Arditi del IX reparto d'assalto che ebbero un sanguinoso scontro con un reparto tedesco della Flak (la contraerea) che si era asserragliato sulla cima di una collinetta posta vicino alla strada che collega Peschiera del Garda a Monzambano.

Nello scontro, che durò dalla mattina fin verso sera, morirono 5 arditi, il soldato americano Robert Carlson, e 4 partigiani. Da allora, ogni anno l'amministrazione comunale di Ponti sul Mincio ricorda con una cerimonia di commemorazione il sanguinoso combattimento.

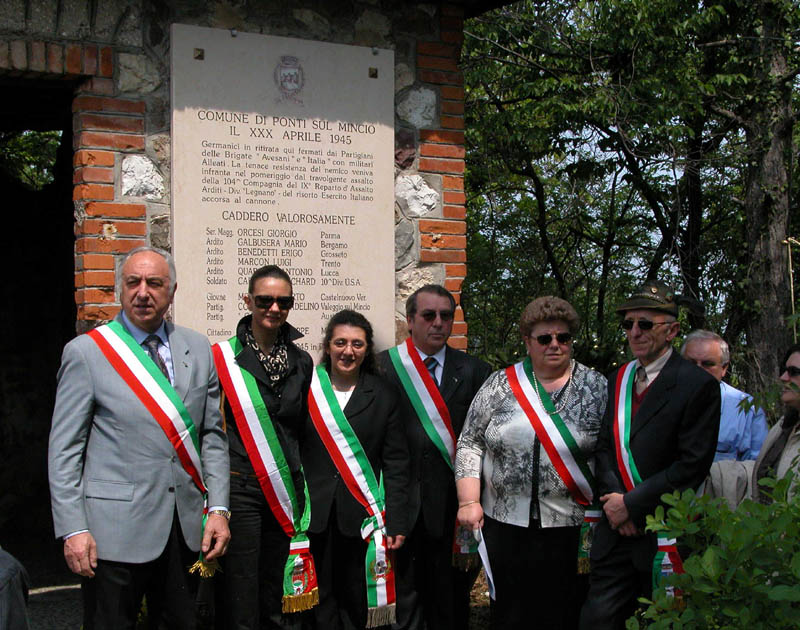
Cerimonia per l'anniversario della battaglia di Monte Casale

## La battaglia
Nella notte tra il 29 e il 30 aprile 1945 un forte reparto di tedeschi proveniente dalle difese sul Po e reduce dallo scontro con carri americani alla corte Podinare nel comune di Ceresara, arrivò in prossimità di Ponti sul Mincio.
L'intenzione era quella di aspettare l'arrivo degli americani e di arrendersi a loro, e non ai partigiani per paura di rappresaglie, in quanto già le forze tedesche in pianura erano tagliate fuori dai collegamenti con i reparti germanici a nord del lago di Garda in quanto già la 10ª divisione da montagna americana aveva occupato il territorio. Il resto della colonna, un'ottantina di uomini, passò inosservato nei pressi del paese e poi salì sul Monte Casale dove, un anno prima, aveva condotto esercitazioni. Il primo gruppo fu subito attaccato dai partigiani di Monzambano e Castellaro che riuscirono ad avere la meglio e ridurlo prigioniero. Il secondo, attestato sul monte, venne via via segnalato dalle vedette partigiane ai vari distaccamenti. Già dal mattino i tedeschi dalla sommità cominciarono a sparare sulla strada di Monzambano per aprirsi un varco. Un colpo freddò l'ortolano Giuseppe Bompieri che accorso a una finestra voleva rendersi conto di cosa succedeva. Ormai le raffiche dalla collina si ripetevano costituendo una seria minaccia per tutti quelli che transitavano. Sotto il colle si radunarono alcune squadre del Battaglione G. Dusi della Brigata Avesani e alcune della Brigata Italia, comandate rispettivamente da Luigi Signori e Adalberto Baldi. Signori dapprima invitò i tedeschi alla resa per poi chiedere aiuto (tramite Richard A. Carlson, un americano inquadrato nella 10ª divisione da montagna Usa) agli Arditi  della 104ª compagnia, IX reparto d'assalto del Gruppo di combattimento «Legnano», che stazionavano a Peschiera. In poco tempo arrivò in soccorso una trentina di uomini sotto il comando del capitano Agostino Migliaccio. Presto una quindicina di tedeschi si consegnarono come prigionieri, ma il resto del reparto continuò a combattere rifiutando di arrendersi. Gli Arditi e i partigiani decisero quindi di tentare di avvicinarsi strisciando fino alla linea del filo spinato. Ormai era piena battaglia: crepitavano le armi automatiche, i mortai martellavano la cima e le granate del cannone investivano la casamatta della sommità.
Alle 17.30, dopo un fuoco durato quattro ore, Monte Casale fu conquistato. Venne catturato il comandante, un giovane tenente, si dice delle SS, gravemente ferito, e poi il resto della compagnia. Nelle trincee furono rinvenuti otto tedeschi uccisi, fra cui quattro o cinque per mano dello stesso tenente perché avevano tentato di arrendersi. Qualcun altro morì altrove o per ferite o perché giustiziato in modo sommario dai partigiani. In totale una decina di caduti e 38-40 prigionieri.

Valeggio sul Mincio, soldati tedeschi catturati dai partigiani della Brigata Italia e avviati al campo di Villafranca di Verona - maggio 1945

Gli attaccanti lasciarono sul campo gli Arditi sergente maggiore Giorgio Orcesi (diploma d'onore), Mario Galbussera (MBVM), Enrico Benedetti (M.A.V.M.), Luigi Marcon (M.B.V.M.), Antonio Quaranta (M.B.V.M.); i partigiani Alberto Montini (M.B.V.M. “sul campo”) e Adelino Comparotto (diploma di ricompensa del gen. Harold Alexander); il soldato americano Richard A. Carlson (Silver Star) e l'austriaco «Carlo» o «Giuseppe», che tempo prima s'era unito ai partigiani della zona.